# Konstantín Maloféyev
Konstantín Valérievich Maloféyev  (en ruso: Константин Валерьевич Малофеев) es el presidente del consejo de administración del grupo mediático Tsargrad y fue el fundador del fondo de inversión internacional Marshall Capital Partners. Es miembro del patronato de la ONG Safe Internet League y presidente de la fundación caritativa San Basilio el Grande.

## Biografía
Maloféyev nació el 3 de julio de 1974 en Púschino, ciudad del Óblast de Moscú, en donde recibió su educación inicial. En 1996, se graduó como licenciado en derecho por la Universidad Estatal de Moscú.

## Carrera profesional
Konstantín Maloféyev acumula más de 20 años de experiencia en capital riesgo, banca de inversión y finanzas corporativas. Su carrera profesional empezó en 1996 en el banco de inversión ruso Renaissance Capital. Posteriormente ostentó diversos cargos de responsabilidad en Interros, MDM Bank y otros bancos y grupos de inversores. Entre 2002 y 2004 dirigió el departamento de finanzas corporativas de MDM Bank, banco de inversión líder ruso, en el que desarrollo exitosamente la práctica de fusiones y adquisiciones del banco.
En 2005, Maloféyev fundó Marshall Capital, uno de los grupos inversores líderes en Rusia priorizando la inversión en tomas de participación e inversiones directas en empresas de telecomunicaciones, medios de comunicación y tecnología, así como inmobiliario y agricultura. 
A finales de 2014, Marshall Capital pasó a ser gestionado por el fondo de inversión privado francés CFG Capital, enfocado en inversiones en Rusia y la CIS. El acuerdo de asociación implicó la constitución de la joint venture CFG Marshall con un volumen conjunto de inversiones previstas de más de 2 millardos de euros.
Konstantín Maloféyev es el presidente del consejo de administración del grupo de medios de comunicación Tsargrad, que controla entre otros medios los portales Geopolitica.ru y Katehon.com, que es considerado un think tank de extrema derecha. Maloféyev mantiene además relaciones con la derecha religiosa estadounidense, habiendo contratado a Jack Hannick, exempleado de Fox News y devoto católico para ayudar a lanzar Tsargrad TV.
Katehon reúne y difunde textos de articulistas de ideología ultraderechista. Katehon superó las 570 000 visitas el mes de octubre de 2017, con una de cada tres visitas llegando de Rusia, Estados Unidos o España. El portal geopolitica.ru superó las 415 000 visitas en el mes de octubre de 2017, cuadruplicando los resultados de julio. La página publica contenidos en cuatro idiomas: inglés, español, francés y árabe.
Varios artículos publicados en Katehon incluyen menciones a Rusia, siempre en tono favorable. Por ejemplo, un artículo firmado por un general de brigada del Ejército español en la reserva, se critica la falta de capacidad de combate del ejército dentro de España y el despliegue internacional de la OTAN en Estonia, Letonia y Lituania. Los textos filtran otros mensajes prorrusos criticando las sanciones comerciales europeas contra aquel país.
Se relaciona a Maloféyev con asesores y personas muy cercanas al presidente ruso Vladímir Putin, como Ígor Shchegolev, Alekséi Komov o el religioso ortodoxo Tíjon Shevkunov, y ha recibido el apelativo del “Soros" de Putin o el Oligarca de Dios.
En 2014, fue sancionado por los Estados Unidos de América por su intervención en los conflictos de la República Popular de Dotnetsk y Lugansk, apoyando a separatistas en el Este de Ucrania con financiación para armas
Un informe del Foro Parlamentario Europeo sobre Derechos Sexuales y Reproductivos (EPF) publicado en junio de 2021, titulado "Tip of the Iceberg", lo involucra en la financiación de organizaciones ultraconservadoras y de ideología antigénero como CitizenGo/HazteOir o el Congreso Mundial de Familias (WCF), así como de formaciones de extrema derecha europeas como Vox (España), Fidesz (Hungría), Ley y Justicia (Polonia) o Liga Norte (Italia), entre otros.

## Familia
Maloféyev está casado con Irina Vilter, una abogada de "Monastyrsky, Zyuba, Stepanov & Partners". Tienen tres hijos.

## Actividad social
Maloféyev está involucrado en varios proyectos filantrópicos, a los que aporta financiación, tanto de forma personal como a través de Marshall Capital.
En enero de 2007, Maloféyev cofundó la escuela secundaria San Basilio el Grande, que proporciona educación tradicional rusa.
En julio de 2007, constituyó la Sociedad rusa de filántropos para la protección de madres e hijos. Uno de los proyectos iniciales de la sociedad, "El corazón del niño", financió el tratamiento de problemas cardíacos congénitos en niños en clínicas rusas especializadas.
En junio de 2010, la sociedad fue renombrada como Fundación caritativa de San Basilio el Grande. Está enfocada en mejorar la salud infantil, desarrollar la educación y la formación y construir, restaurar y dar ayuda financiera al desarrollo y crecimiento de la iglesia ortodoxa rusa. La fundación está implicada en cerca de 30 programas en toda Rusia.
Desde 2011, Maloféyev ha sido el presidente del patronato de la fundación y de la fundación "Safe Internet League", una ONG que creó el borrador original de la ley de censura de Internet rusa.
En mayo de 2014, Maloféyev fue el anfitrión de una asamblea que tuvo lugar en Viena que reunió a activistas conservadores anti-gay europeos.